# Adelheid av Schaumburg-Lippe
Prinsessan Adelheid av Schaumburg-Lippe, född 9 mars 1821 på slottet Bückeburg i Schaumburg-Lippe och död 30 juli 1899 i Itzehoe i Schleswig-Holstein. Dotter till Georg Vilhelm av Schaumburg-Lippe (1784-1860) och Ida av Waldeck och Pyrmont (1796-1869).
Adelheid var syster till Adolf I av Schaumburg-Lippe.
Hon gifte sig 16 oktober 1841 med Fredrik av Glücksburg (1814-1885), andra sonen till Wilhelm av Beck-Glücksburg (1785-1831) och Louise Karolina av Hessen-Kassel (1789-1867).

## Barn
1. Augusta av Schleswig-Holstein-Sonderburg-Glücksburg (1844-1932), gift 1884 med William av Hessen-Philippsthal-Barchfeld (1831-1890).
2. Fredrik Ferdinand, hertig av Schleswig-Holstein-Sonderburg-Glücksburg (1855-1934), gift 1885 med Karolina Matilda av Holstein-Augustenburg (1860-1932).
3. Louisa av Schleswig-Holstein-Sonderburg-Glücksburg (1858-1936), gift 1891 med Georg Viktor av Waldeck och Pyrmont (1831-1893).
4. Maria av Schleswig-Holstein-Sonderburg-Glücksburg (1859-1941). Abbedissa i Itzehoe.
5. Albrecht av Schleswig-Holstein-Sonderburg-Glücksburg (1863-1948), gift 1906 med grevinnan Ortrud av Ysenburg och Büdingen, gift 1920 med prinsessan Hertha av Ysenburg och Büdingen.